# Bordères-sur-l'Échez
Bordères-sur-l'Échez là một xã thuộc tỉnh Hautes-Pyrénées trong vùng Occitanie tây nam nước Pháp. Khu vực này có độ cao trung bình 287 mét trên mực nước biển.